# Learning Objects Metadata

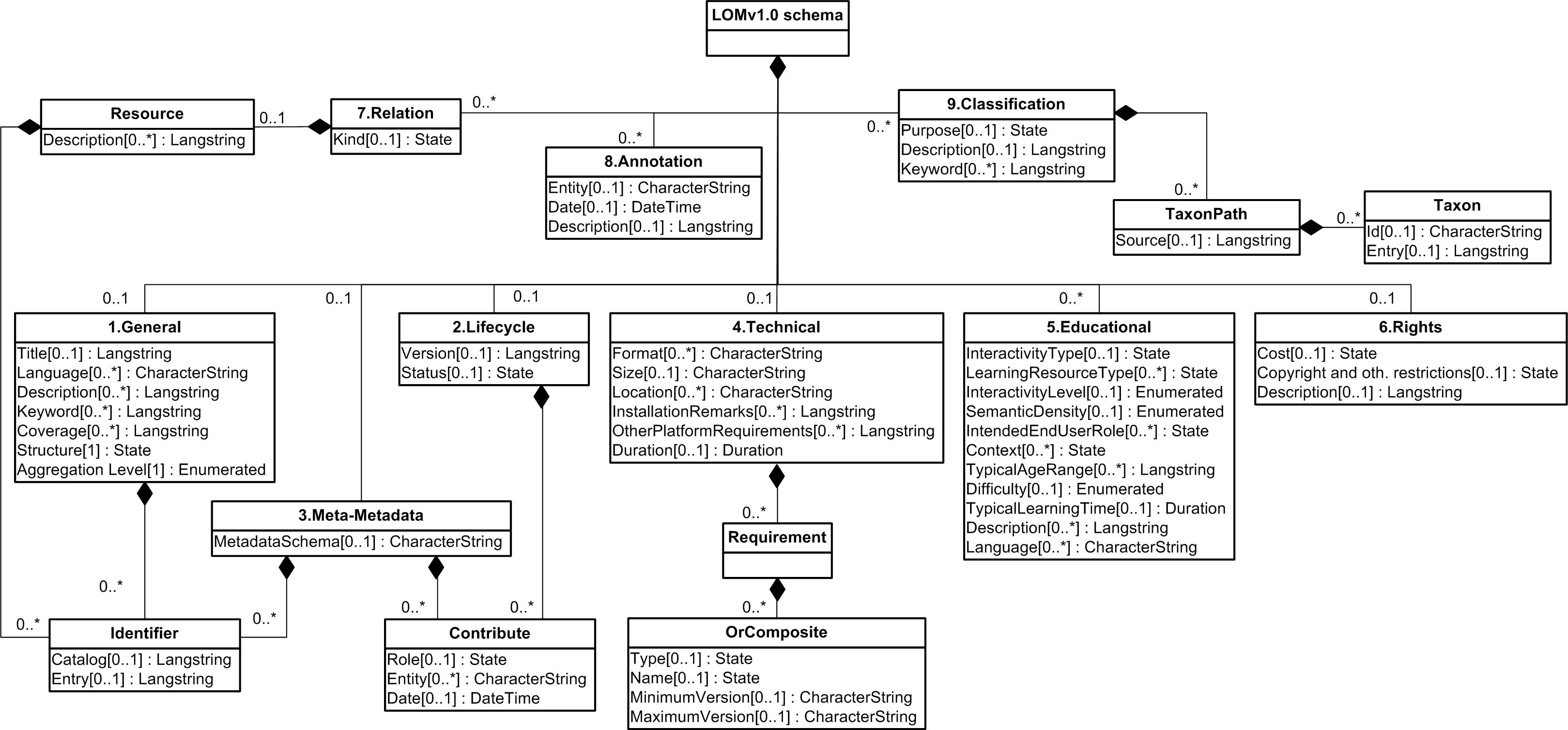
LOM base schema

Learning Object Metadata (LOM) (engl., „Metadaten für Lernobjekte“) ist ein offener Standard für Metadaten zur Beschreibung von Lernobjekten, der 2002 vom Institute of Electrical and Electronics Engineers (IEEE) verabschiedet wurde.

## Motivation für einen Metadaten-Standard von Lernobjekten
In den meisten Lernanwendungen sind die entwickelten Inhalte (Contents) eng mit der Applikation verbunden, für die die Inhalte entwickelt wurden. Angesichts hoher Kosten, die mit der Entwicklung von solchen Ressourcen verbunden sind, wurde nach Wegen gesucht, wie solche Inhalte zwischen Anwendungen ausgetauscht werden können. Dazu müssen zunächst die Ressourcen einer Lernanwendung mit Meta-Daten versehen werden, die standardisiert sind und die Lerninhalte so beschreiben, dass sie in einer anderen Anwendung weiter genutzt werden können. Werden Lerninhalte mit Metadaten in dieser Weise gekapselt, spricht man von Lernobjekten.
Der Learning Object Metadata (LOM) -Standard wurde nun entwickelt um den Austausch, die Suche, Beschaffung und Nutzung von Lernobjekten zu erleichtern. Er ermöglicht das Teilen und Austauschen von Lernobjekten durch die Entwicklung von Verzeichnissen und Bestandslisten, die auch kulturelle und sprachliche Unterschiede berücksichtigen.

## Aufbau von LOM
Die Grundstruktur von LOM besteht aus neun Kategorien:
1. General Category (Allgemein): Grundlegende Informationen, die das Lernobjekt als Ganzes beschreiben.
2. Lifecycle Category (Lebenszyklus): Eigenschaften, die einerseits die Geschichte und den aktuellen Zustand des Lernobjektes als auch die beeinflussenden Lernobjekte beschreiben.
3. Meta-Metadata Category (Metametadaten): Merkmale der Metadatenbeschreibung an sich.
4. Technical Category (Technische Details): technische Voraussetzungen und Merkmale des Lernobjekts.
5. Educational Category (Pädagogische Details): Bildungsmerkmale und pädagogische Beschreibung des Lernobjekts.
6. Rights Category (Rechte): Über Nutzungsbedingungen des Lernobjekts und Copyright-Fragen wird informiert.
7. Relation Category (Verwandte Ressourcen): Beziehungen zwischen dem Lernobjekt und anderen verwandten Lernobjekten.
8. Annotation Category (Anmerkung): ermöglicht Anmerkung über den Bildungsnutzen des Lernobjekts und Informationen über die Entstehung der Kommentare (wann, von wem)
9. Classification Category (Klassifikation): Einordnung des Lernobjekts in ein Klassifizierungssystem.

Einerseits hilft die detaillierte Charakterisierung der Lernobjekte bei der Suche nach speziellen Inhalten und Dokumentformaten und andererseits bei der Beurteilung, ob bestimmte Lernprogramme für die eigenen Zwecke geeignet sind. Außerdem versucht LOM auftretende Fragen wie z. B. in Bezug auf die Aktualität des Dokuments, die Kombinierbarkeit mit anderen Lernmaterialien bereits im Vorfeld zu lösen. Weiter können der Typ des Lernobjekts (Übung, Simulation, Fragebogen, Diagramm, Tabelle, Text etc.) Interaktivitätsgrad, didaktischer Kontext, Schwierigkeitsgrad, Durchschnittsalter der Zielgruppe und weitere pädagogische Aspekte mit dem Standard beschrieben werden.

## Standardisierung
Die Standardisierung ist eine unabdingbare Voraussetzung des zukünftigen LOM-Einsatzes. Erst durch vereinbarte Standards können Metadaten geschaffen werden, die als Schicht zwischen Datenbank und Applikation für die notwendige Datentransparenz und die Möglichkeit der Datenübertragung sorgt. Während man sich in Deutschland mit vereinheitlichten Standards noch sehr schwer tut, gibt es seit März 2005 ein sehr gutes, in Kanada entwickeltes Modell von Standards, das CanCore (von der Idee her vergleichbar mit dem Dublin Core).

## Sprachen
Es wird versucht, alternative Versionen von Lehr- und Lernmaterialien in unterschiedlichen Sprachen zu identifizieren sowie den Ursprung der jeweiligen Übersetzung ausfindig zu machen. Damit soll gewährleistet sein, dass die Metadaten lokalisiert und in verschiedene Sprachen übersetzt werden können.